# 海上幕僚長
海上幕僚長（かいじょうばくりょうちょう、英: Chief of Staff, Maritime Self Defense Force）は、海上幕僚監部の長。海上自衛官の最高位である。

## 概要

海上幕僚長 （丙）階級章

防衛大臣の指揮監督の下、海上自衛隊の任務および隊員の服務を監督し、それらに関する最高の専門的助言者として大臣を補佐する。海上自衛隊の人事、教育訓練、防衛力整備、後方補給などを司るフォースプロバイダー（練度管理責任者）として部隊を管理し、部隊運用に際しフォースユーザー（事態対処責任者）の統合幕僚長に海上自衛隊の部隊を提供する役目を担っている。防衛省に設置される特別の機関の一つである防衛会議の構成員であり、次官級審議官と同等の政令指定職7号の役職である。
階級は海将であるが、通常の海将が海軍中将に相当するのに対し、海上幕僚長は統合幕僚長と同じ特別の階級章が定められているため、海軍大将相当である。特別の階級章とは、通常の海将の階級章は肩章が金地に桜星が3つ、冬服上衣の袖章が金の太線1本の上に金の中線2本に桜星1つであるのに対し、統合幕僚長および海上幕僚長たる海将は肩章が金地に桜星が4つ、冬服上衣の袖章が金の太線1本の上に金の中線3本に桜星1つとなっている。自衛隊において大将相当官は統合幕僚長・陸上幕僚長・海上幕僚長・航空幕僚長の4人だけだったが、2025年より統合作戦司令官が追加される。遡って自衛隊の元となった組織では、警察予備隊の中央本部長、その改組後の総隊総監たる警察監、保安隊の保安庁第一幕僚長たる保安監、海上警備隊の海上警備隊総監たる海上警備監、その改組後の警備隊の保安庁第二幕僚長たる警備監も大将に相当する。

## 定年
海将たる海上自衛官は60歳を以て定年退官となるが、海上幕僚長たる海将の定年は62歳となっている。
海将の定年を超えて海上幕僚長の職位にある海上自衛官が海上幕僚長の職務を辞任したり、解任された場合はその時点で定年に達したものとみなされ自動的に定年退官となる。

## 歴代の海上幕僚長
| 代             | 氏名           | 写真           | 在職期間                | 出身           | 出身校・期                    | 前職           | 後職                   |
| 海上警備隊総監 | 海上警備隊総監 | 海上警備隊総監 | 海上警備隊総監          | 海上警備隊総監 | 海上警備隊総監                | 海上警備隊総監 | 海上警備隊総監         |
| -------------- | -------------- | -------------- | ----------------------- | -------------- | ----------------------------- | -------------- | ---------------------- |
| 1              | 山崎小五郎     |                | 1952.4.26 - 1952.7.31   | 福岡           | 東京帝国大学 昭和6年卒 逓信省 | 海上保安庁次長 | 第二幕僚長             |
| 第二幕僚長     |                |                |                         |                |                               |                |                        |
| 1              | 山崎小五郎     |                | 1952.8.1 - 1954.6.30    | 同上           | 同上                          | 海上警備隊総監 | 海上幕僚長             |
| 海上幕僚長     |                |                |                         |                |                               |                |                        |
| 01             | 山崎小五郎     |                | 1954.7.1 - 1954.8.2     | 同上           | 同上                          | 第二幕僚長     | 運輸事務次官           |
| 02             | 長澤浩         |                | 1954.8.3 - 1958.8.14    | 福島           | 海兵49期・ 海大30期           | 海上幕僚副長   | 退職                   |
| 03             | 庵原貢         |                | 1958.8.15 - 1961.8.14   | 兵庫           | 海兵52期・ 海大35期           | 自衛艦隊司令   | 退職                   |
| 04             | 中山定義       |                | 1961.8.15 - 1963.6.30   | 島根           | 海兵54期・ 海大36期           | 自衛艦隊司令官 | 退職                   |
| 05             | 杉江一三       |                | 1963.7.1 - 1964.8.13    | 愛知           | 海兵56期・ 海大37期           | 自衛艦隊司令官 | 第2代統合幕僚会議議長  |
| 06             | 西村友晴       |                | 1964.8.14 - 1966.4.29   | 福岡           | 海兵59期                      | 海上幕僚副長   | 退職                   |
| 07             | 板谷隆一       |                | 1966.4.30 - 1969.6.30   | 佐賀           | 海兵60期                      | 横須賀地方総監 | 第5代統合幕僚会議議長  |
| 08             | 内田一臣       |                | 1969.7.1 - 1972.3.15    | 岡山           | 海兵63期                      | 護衛艦隊司令官 | 退職                   |
| 09             | 石田捨雄       |                | 1972.3.16 - 1973.11.30  | 愛知           | 海兵64期                      | 海上幕僚副長   | 退職                   |
| 10             | 鮫島博一       |                | 1973.12.1 - 1976.3.15   | 鹿児島         | 海兵66期                      | 航空集団司令官 | 第9代統合幕僚会議議長  |
| 11             | 中村悌次       |                | 1976.3.16 - 1977.8.31   | 京都           | 海兵67期                      | 自衛艦隊司令官 | 退職                   |
| 12             | 大賀良平       |                | 1977.9.1 - 1980.2.14    | 長崎           | 海兵71期                      | 大湊地方総監   | 退職                   |
| 13             | 矢田次夫       |                | 1980.2.15 - 1981.2.15   | 鳥取           | 海兵72期                      | 自衛艦隊司令官 | 第13代統合幕僚会議議長 |
| 14             | 前田優         |                | 1981.2.16 - 1983.4.25   | 兵庫           | 海兵73期                      | 自衛艦隊司令官 | 退職                   |
| 15             | 吉田學         |                | 1983.4.26 - 1985.7.31   | 岐阜           | 海兵75期                      | 海上幕僚副長   | 退職                   |
| 16             | 長田博         |                | 1985.8.1 - 1987.7.6     | 神奈川         | 海兵76期                      | 自衛艦隊司令官 | 退職                   |
| 17             | 東山収一郎     |                | 1987.7.7 - 1989.8.30    | 東京           | 東京水産大・ 4期幹候          | 横須賀地方総監 | 退職                   |
| 18             | 佐久間一       |                | 1989.8.31 - 1991.6.30   | 神奈川         | 防大1期                       | 佐世保地方総監 | 第19代統合幕僚会議議長 |
| 19             | 岡部文雄       |                | 1991.7.1 - 1993.6.30    | 福岡           | 防大2期                       | 佐世保地方総監 | 退職                   |
| 20             | 林崎千明       |                | 1993.7.1 - 1994.12.14   | 岩手           | 防大4期                       | 佐世保地方総監 | 退職                   |
| 21             | 福地建夫       |                | 1994.12.15 - 1996.3.24  | 東京           | 防大5期                       | 横須賀地方総監 | 退職                   |
| 22             | 夏川和也       |                | 1996.3.25 - 1997.10.12  | 山口           | 防大6期                       | 佐世保地方総監 | 第22代統合幕僚会議議長 |
| 23             | 山本安正       |                | 1997.10.13 - 1999.3.30  | 東京           | 防大7期                       | 横須賀地方総監 | 退職                   |
| 24             | 藤田幸生       |                | 1999.3.31 - 2001.3.26   | 高知           | 防大9期                       | 海上幕僚副長   | 退職                   |
| 25             | 石川亨         |                | 2001.3.27 - 2003.1.27   | 埼玉           | 防大11期                      | 佐世保地方総監 | 第25代統合幕僚会議議長 |
| 26             | 古庄幸一       |                | 2003.1.28 - 2005.1.11   | 大分           | 防大13期                      | 海上幕僚副長   | 退職                   |
| 27             | 齋藤隆         |                | 2005.1.12 - 2006.8.3    | 神奈川         | 防大14期                      | 横須賀地方総監 | 第2代統合幕僚長        |
| 28             | 吉川榮治       |                | 2006.8.4 - 2008.3.23    | 大阪           | 防大15期                      | 横須賀地方総監 | 退職                   |
| 29             | 赤星慶治       |                | 2008.3.24 - 2010.7.25   | 大分           | 防大17期                      | 佐世保地方総監 | 退職                   |
| 30             | 杉本正彦       |                | 2010.7.26 - 2012.7.25   | 富山           | 防大18期                      | 自衛艦隊司令官 | 退職                   |
| 31             | 河野克俊       |                | 2012.7.26 - 2014.10.13  | 神奈川         | 防大21期                      | 自衛艦隊司令官 | 第5代統合幕僚長        |
| 32             | 武居智久       |                | 2014.10.14 - 2016.12.21 | 長野           | 防大23期                      | 横須賀地方総監 | 退職                   |
| 33             | 村川豊         |                | 2016.12.22 - 2019.3.31  | 神奈川         | 防大25期                      | 海上幕僚副長   | 退職                   |
| 34             | 山村浩         |                | 2019.4.1 - 2022.3.29    | 山口           | 防大28期                      | 海上幕僚副長   | 退職                   |
| 35             | 酒井良         |                | 2022.3.30 - 2024.7.18   | 滋賀           | 防大31期                      | 横須賀地方総監 | 退職                   |
| 36             | 齋藤聡         |                | 2024.7.19 -             | 長崎           | 防大33期                      | 自衛艦隊司令官 |                        |